# Difiodontyzm
Difiodontyzm – dwuzmianowość zębów, tj. cecha ssaków polegająca na występowaniu dwóch generacji zębów – zębów mlecznych i zębów stałych. Siekacze, kły i zęby trzonowe uzębienia mlecznego zastępowane są zębami stałymi: siekaczami, kłami i zębami przedtrzonowymi. Pojawiają się również za ostatnimi zębami mlecznymi (trzonowcami) stałe zęby trzonowe, które nie podlegają wymianie.